# فريديريك فرانس
فريديريك فرانس (3 يناير 1989 في بلجيكا - ) هو لاعب كرة قدم بلجيكي في مركز الدفاع. شارك مع منتخب بلجيكا تحت 19 سنة لكرة القدم. أما مع النوادي، فقد لعب مع ليرس ونادي بارتيك ثيسل.

## وصلات خارجية
- فريديريك فرانس على موقع الاتحاد البلجيكي (الإنجليزية)
- فريديريك فرانس على موقع قاعدة بيانات كرة القدم.إي يو (الإنجليزية)
- فريديريك فرانس على موقع Soccerway.com (الإنجليزية)